# Józef Antoni Boretti

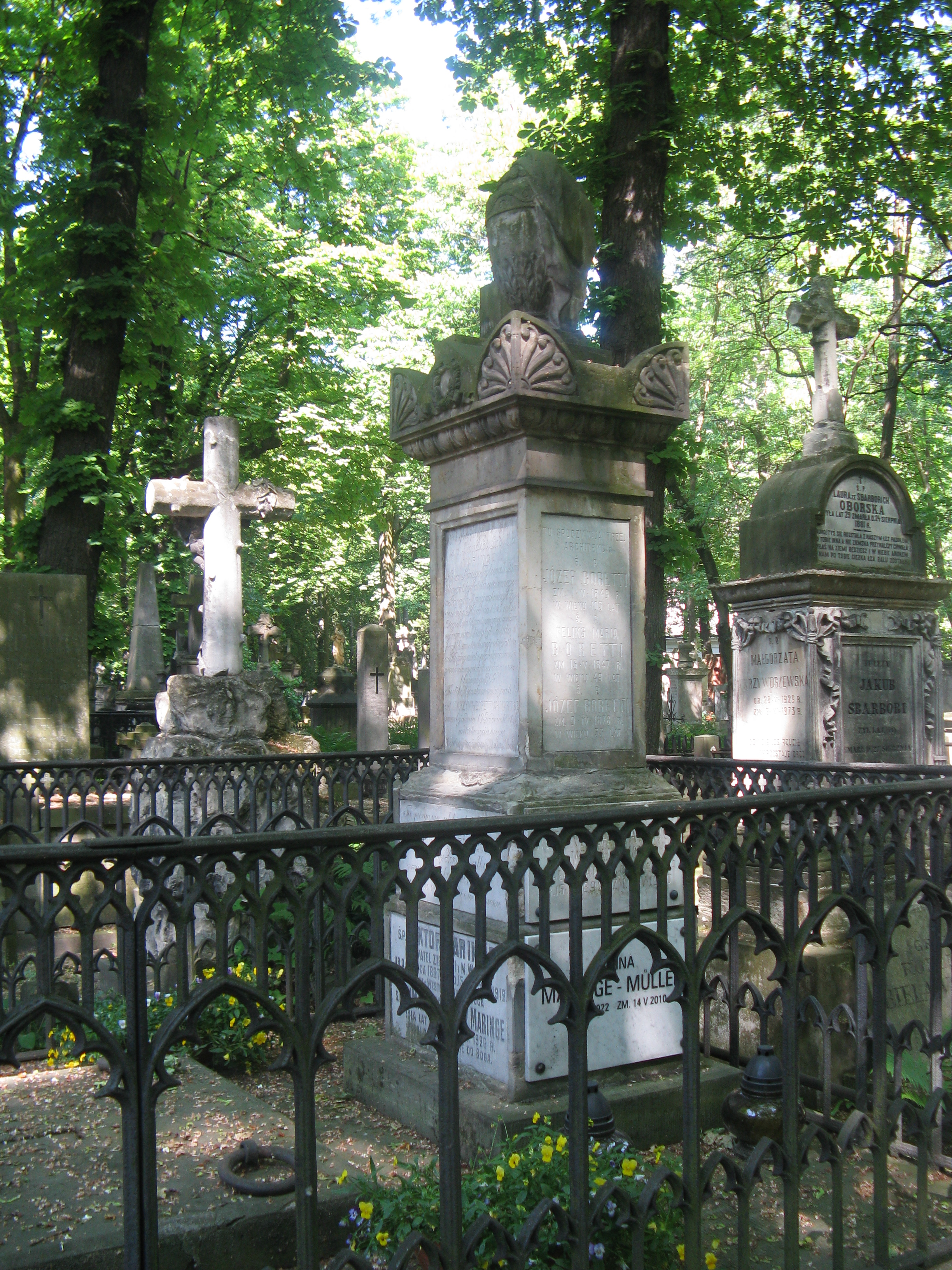
Grób rodzinny Józefa Antoniego Borettiego na cmentarzu Powązkowskim w Warszawie

Józef Antoni Boretti (ur. 16 sierpnia 1825 w Warszawie, zm. 9 kwietnia 1878 tamże) – polski architekt i konserwator zabytków.

## Życiorys
Wykształcenie odebrał w warszawskiej Akademii Sztuk Pięknych u Stanisława Balińskiego, a doświadczenie zdobył praktykując m.in. na budowach u swojego dziadka i ojca.
Do jego najważniejszych osiągnięć należą prace konserwatorskie na Zamku Królewskim, których był równocześnie projektantem i wykonawcą, a także:
- dom starców gminy ewangelickiej przy ulicy Młynarskiej 54/56,
- kamienice nr 37/39 przy Nowym Świecie,
- dwór w Skotnikach dla przodków Mstisława Rostropowicza[1].

Mieszkał w pałacyku, który sam zaprojektował i zbudował, na rogu ulic Siennej i Sosnowej. Był miłośnikiem teatru, muzyki i sztuk pięknych.
Został pochowany na cmentarzu Powązkowskim w grobowcu rodzin Boretti-Maringe, razem ze swoim dziadkiem Józefem i ojcem Feliksem Janem Marią (kwatera 4-1-29).

## Życie prywatne
W 1853 wziął ślub z Antoniną Emilią Janikowską córką nieżyjącego już wówczas wielkiego społecznika Warszawskiego Teofila Mikołaja Janikowskiego.
Miał z nią ośmioro dzieci:
- Felicja Teofila (1854–1855)
- Jan Andrzej (1856–1929) - pułkownik Wojska Polskiego
- Ludwik (1857–1883)
- Wincenty Franciszek (1859–1932) - znany kaliski fotograf i działacz społecznikowski
- Teofil Eugeniusz (1860–1910)
- Emilia (1862–1891)
- Józef Mikołaj (1863–1965)
- Antoni (1867–1956)

Jego wnukiem był Witold Boretti (1896–1939).